# Pachuca de Soto
Pachuca (formálně Pachuca de Soto) je hlavní a největší město státu Hidalgo. Nachází se uprostřed jeho jižní části. Zároveň je sídlem stejnojmenné obce. Leží na mexické federální silnici č. 85 ve vzdálenosti 90 km od Ciudad de México. V roce 2005 žilo ve městě 267 751 obyvatel, což tvořilo 97% obyvatel stejnojmenné obce. Stejnojmenná metropolitní oblast má rozlohu 1202 km² a spadají do ní i obce Mineral del Monte a Mineral de la Reforma. V roce 2005 měla 438 692 obyvatel. Hlavním městem státu Hidalgo ji vyhlásil Benito Juárez roce 1869.
Město se rozkládá v malém údolí, které je obehnáno kopci. Na jejich svazích je bytová zástavba. Centrum si zachovalo historický koloniální charakter a okolo něj byly postaveny moderní sklady, továrny a supermarkety. Je zde také velký fotbalový stadion zvaný El Huracán, na kterém domácí tým získal osm národních a mezinárodních titulů.